# Baltimore Open 1976 - Doppio
Il doppio del torneo di tennis Baltimore Open 1976, facente parte della categoria Grand Prix, ha avuto come vincitori Bob Hewitt e Frew McMillan che hanno battuto in finale Ilie Năstase e Cliff Richey 3-6, 7-6, 6-4.

## Teste di serie
1. Bob Hewitt /  Frew McMillan (Campioni)

1. Ross Case /  Geoff Masters (primo turno)

## Tabellone

### Legenda
| - Q = Qualificato - WC = Wild card - LL = Lucky loser | - ALT = Alternate - SE = Special Exempt - PR = Protected Ranking | - w/o = Walkover - r = Ritirato - d = Squalificato |

|  | Quarti di finale            | Quarti di finale            | Quarti di finale            | Quarti di finale | Quarti di finale |  |  | Semifinali                  | Semifinali                  | Semifinali                  | Semifinali                | Semifinali |   |   | Finale                   | Finale                   | Finale | Finale | Finale |  |
|  |                             |                             |                             |                  |                  |  |  |                             |                             |                             |                           |            |   |   |                          |                          |        |        |        |  |
|  | 1                           | Bob Hewitt Frew McMillan    | Bob Hewitt Frew McMillan    | 6                | 6                |  |  |                             |                             |                             |                           |            |   |   |                          |                          |        |        |        |  |
|  |                             | Robert Lutz Doug Stone      | Robert Lutz Doug Stone      | 3                | 4                |  |  | Bob Hewitt Frew McMillan    | Bob Hewitt Frew McMillan    | Bob Hewitt Frew McMillan    | 6                         | 7          |   |   |                          |                          |        |        |        |  |
|  | Marty Riessen Dick Stockton | Marty Riessen Dick Stockton | Marty Riessen Dick Stockton | 7                | 6                |  |  | Marty Riessen Dick Stockton | Marty Riessen Dick Stockton | Marty Riessen Dick Stockton | 4                         | 6          |   |   |                          |                          |        |        |        |  |
|  | Jeff Borowiak Tom Gorman    | Jeff Borowiak Tom Gorman    | Jeff Borowiak Tom Gorman    | 6                | 1                |  |  |                             |                             |                             |                           |            |   |   | Bob Hewitt Frew McMillan | Bob Hewitt Frew McMillan | 3      | 7      | 6      |  |
|  | Phil Dent Kim Warwick       | Phil Dent Kim Warwick       | 4                           | 6                | 6                |  |  |                             |                             | Ilie Năstase Cliff Richey   | Ilie Năstase Cliff Richey | 6          | 6 | 4 |                          |                          |        |        |        |  |
|  | Eddie Dibbs Harold Solomon  | Eddie Dibbs Harold Solomon  | 6                           | 1                | 2                |  |  | Phil Dent Kim Warwick       | Phil Dent Kim Warwick       | 6                           | 3                         | 6          |   |   |                          |                          |        |        |        |  |
|  |                             | Ilie Năstase Cliff Richey   | 6                           | 4                | 6                |  |  | Ilie Năstase Cliff Richey   | Ilie Năstase Cliff Richey   | 3                           | 6                         | 7          |   |   |                          |                          |        |        |        |  |
|  | 2                           | Ross Case Geoff Masters     | 2                           | 6                | 4                |  |  |                             |                             |                             |                           |            |   |   |                          |                          |        |        |        |  |